# Reprezentacja Rodosu w piłce nożnej mężczyzn
Piłkarska reprezentacja Rodosu w piłce nożnej – zespół, reprezentujący wyspę Rodos (Grecja), jednak nie należący do FIFA, ani UEFA.

## Mecze międzynarodowe w Island Games
| Data       | Miejsce   | Drużyna | Wynik | Rywal              |
| ---------- | --------- | ------- | ----- | ------------------ |
| 06.07.2007 | Rodos     | Rodos   | 0 - 4 | Gibraltar          |
| 04.07.2007 | Rodos     | Rodos   | 1 - 0 | Hebrydy Zewnętrzne |
| 02.07.2007 | Rodos     | Rodos   | 3 - 1 | Frøya              |
| 30.06.2007 | Rodos     | Rodos   | 2 - 0 | Saaremaa           |
| 01.06.2003 | Guernsey  | Rodos   | 1 - 2 | Guernsey           |
| 30.06.2003 | Guernsey  | Rodos   | 5 - 1 | Alderney           |
| 29.06.2003 | Guernsey  | Rodos   | 6 - 1 | Orkady             |
| 13.07.2001 | Wyspa Man | Rodos   | 0 - 2 | Gibraltar          |
| 12.07.2001 | Wyspa Man | Rodos   | 3 - 1 | Wyspa Man          |
| 10.07.2001 | Wyspa Man | Rodos   | 1 - 4 | Wyspa Wight        |
| 02.07.1999 | Gotlandia | Rodos   | 3 - 2 | Wyspy Alandzkie    |
| 01.07.1999 | Gotlandia | Rodos   | 2 - 0 | Grenlandia         |
| 28.06.1999 | Gotlandia | Rodos   | 0 - 0 | Guernsey           |
| 27.06.1999 | Gotlandia | Rodos   | 1 - 1 | Anglesey           |

## Kadra 2009[1]
- (GK) Dimitris Karagianis
- Georgios Fotinis
- Michail Manias
- Xipas Antunis
- Antonios Athanasiou
- Nikolaos Frantzis
- Charalampos Tagaef
- Apostolos Axiotis
- Antonis Georgalis
- Eleft. Mavromoustakos
- Theoharis Moshis
- Chrisostomos Nikolaou
- Savvas Pafiakis
- George Toppos
- Stilianos Chatzipetros
- Charalampos Tagaef
- Konstantinos Kalimeris
- Spirydon Tsakmakidis
- Mihalis Filakouris
- Alexandros Tzaferis
- Panagiotis Pompou